# إحسان عنتابي
إحسان عنتابي، فنان تشكيلي سوري، من مواليد حلب عام 1945. تخرج في كلية الفنون الجميلة بجامعة دمشق، قسم الاتصالات البصرية عام 1969، ثم حصل على دبلوم المدرسة الوطنية العليا للفنون الزخرفية باريس 1975. عمل مدرّساً في كلية الفنون الجميلة ورئيساً لقسم الاتصالات البصرية فيها.
شارك في معارض جماعية في وارسو وكولورادو وإيطاليا وسورية، وله أعمال محفوظة في عدد من المتاحف العربية والأوروبية. يتنوع عمل عنتابي بين الإعلان والتصميم والأعمال التشكيلية. ويركز في أعماله على مشاهد من الطبيعة بأسلوب واقعي، كما يبرز الرمز في بعض أعماله بما يقترب من المدرسة السريالية.

## سيرته المهنية
أستاذ في الجامعة العربية الدولية الخاصة - كلية الفنون من عام 2006 وحتى الآن 2020، وقبلها أسس كلية الفنون في الجامعة العربية الدولية وتولى عمادتها بين عامي 2006 و2013. وهو عضو في مشروع إزالة التلوث البصري والإعلاني والعمراني في مدينة دمشق.

### محطات بارزة
قام بتصميم وتنفيذ الزجاج المعشّق لنصب السيف الدمشقي في ساحة الأمويين بدمشق بالتعاون مع النحات مصطفى علي، بمساحة 200 م 2.
كما اعتمد في معجم الفنون في ألمانيا "Thieme - Becher - Kunstlerlexickon"، وفاز بجائزة الدولة التقديرية للعام 2020 في مجال الفنون.

### مشاركات
- 2005 مشاركة في الأسبوع الثقافي السوري البريطاني، معرض من الفن السوري المعاصر، وفيلم بعنوان "الفن السوري، 12000 عاما الوظيفة والعبادة "
- 2004 معرض شخصي في صالة العدواني في مدينة الكويت
- مشاركة في البينالي الدولي العشرون للغرافيك - برنو - جمهورية التشيك
- 2001 مشاركة في البينالي الدولي الثالث عشر للإعلان - لاتي – فنلندا
- معرض المحترف السوري المعاصر - بيروت- دار اليونسكو للمعارض
- 1998 دعوة من متحف الدانمارك الدولي للملصقات لإقتناء مجموعة أعمال للمعرض الدائم
- 1997 معرض رباعي لفنانين سوريين - متحف الشارقة
- 1993 معرض شخصي - غاليري أتاسي
- 1986 دعوة من متحف هنري لانكلوا (مكتبة السينما الفرنسية) لإقتناء بعض أعمال ملصقات السينما وضمها لمجموعة المتحف الدائمة
- 1982 مشاركة في معرض فن الغرافيك السوري المعاصر – كوبا
- 1981 دعوة من مركز برات للغرافيك في نيويورك للدراسة والبحث
- مشاركة في المعرض الدولي للتصوير الضوئي - فوتومونتاج – بولونيا، 140 سنة من التصوير
- 1979 مشاركة في المعرض الدولي للرسم في برشلونة - أسبانيا
- معرض انتر غرافيك - برلين ألمانيا الشرقية
- 1976 إيطاليا مشاركة في البينالي الدولي – فينيسيا.[6]